# Anakar
Anakar – gaun wikas samiti w środkowej części Nepalu w strefie Dźanakpur w dystrykcie Mahottari. Według nepalskiego spisu powszechnego z 2001 roku liczył on 830 gospodarstw domowych i 5228 mieszkańców (2515 kobiet i 2713 mężczyzn).